# Project-X
Project-X es un shooter de desplazamiento horizontal de 1992 lanzado para Amiga. Fue desarrollado y distribuido por Team17. Su jugabilidad se asemeja a aquella de juegos de Konami como Gradius, Salamander y Parodius. Fue porteado a MS-DOS.

## Trama
Tomando lugar muchos años en el futuro en el espacio colonizado, los científicos de la milicia se han deshecho de innumerables droides militares defectuosos, dejándolos en el planeta sin colonizar llamado Ryxx. Los droides finalmente se han vuelto sensibles y, por medio de la venganza, comienzan un ataque contra la humanidad, usando una estación para crear más máquinas de guerra continuamente. La misión del jugador es someterse al proyecto X y eliminar a las fuerzas droides.

## Jugabilidad
Los jugadores controlarán una nave espacial que ellos elegirán, enfrentándose a cientos de naves alienígenas. Varios potenciadores, los cuales son abundantes en el primer nivel, pero se tornan más raros más adelante, permiten un incremento exponencial de las siete armas diferentes de la nave espacial (disparo básico, disparo cargado, disparos laterales, misiles teledirigidos, plasma, magma, y rayo láser).
El juego está compuesto por cinco niveles. Muchos jugadores jamás completaron el segundo nivel (el cual tenía un final muy difícil), y la mayoría del resto nunca pudo pasar el nivel tres. Cuando Team17 se enteró de esto, lanzaron Project-X SE para Amiga CD32, una edición especial con la dificultad reducida. Fue lanzado como un juego económico. Un hack para el juego original, que permitía al jugador saltear niveles manteniendo pulsado el botón de disparo y presionando la tecla de escape, también fue distribuido en los portadiscos de muchas revistas de Amiga.

## Recepción
Según Next Generation, Project-X fue inmensamente exitoso en Europa, pero solo tuvo ventas moderadas en Estados Unidos. Amiga Computing lo llamó uno de los mejores shooters para su plataforma en aquel entonces, tanto por su excelencia técnica en gráficos y sonidos como su jugabilidad difícil e interesante.

## Legado
El juego fue sucedido por una secuela exclusiva de PlayStation, titulada X2.
También ha sido parodiado en un nivel de Superfrog de Team17, como Project-F (con la «F» posiblemente significando «Frog»), llegando incluso a utilizar una versión remixada del tema musical del juego original.